# Stefano Pirazzi
Stefano Pirazzi (Alatri, 11 marzo 1987) è un ciclista su strada italiano. Professionista dal 2010, in carriera ha vinto la classifica scalatori al Giro d'Italia 2013 e una tappa al Giro d'Italia 2014. È stato poi sospeso per doping per quattro anni, dal 2017 al 2021.

## Carriera

### Gli esordi
Dopo aver brillato nelle categorie giovanili nella Polisportiva Fiuggi, giunge tra gli Juniores nel 2005 con il G.S. Borgonuovo Milior Fiuggi, affiliazione laziale di una squadra giovanile toscana, il G.S. Borgonuovo Milior di Prato. Nei due anni da Junior vince dodici corse, tre al primo anno e nove al secondo.

### 2006-2011: i successi da Under-23 e i primi due anni di professionismo
Attivo come Under-23 dal 2006 al 2009, prima con la Polisportiva Valdarno e poi con la Palazzago, si aggiudica alcune corse del calendario internazionale, tra cui, nel 2007, una tappa al Giro delle Regioni e due frazioni alla Volta Ciclista Internacional a Lleida; partecipa inoltre a due edizioni dei campionati del mondo in linea di categoria, nel 2007 e nel 2008.
Nel 2010 passa professionista con la Colnago-CSF Inox di Bruno Reverberi; già nel maggio di quell'anno fa il suo esordio al Giro d'Italia, piazzandosi 120º nella classifica generale finale. Nel 2011 inizia bene la stagione vincendo la classifica scalatori al Giro della Provincia di Reggio Calabria; partecipa poi al Giro di Sardegna, alla Settimana Internazionale di Coppi e Bartali – ottenendo il terzo posto nella classifica finale (è infatti secondo nella terzultima tappa) – e al Giro del Trentino, nel quale si aggiudica la maglia bianca di miglior giovane. In maggio è al Giro d'Italia: durante la "Corsa Rosa" si mette più volte in mostra, soprattutto nella tappa con arrivo a Montevergine, quando viene ripreso dal gruppo a 600 metri dalla conclusione.

### 2012-2015: le vittorie al Giro d'Italia
Nel 2012 vince la classifica dei GPM alla Tirreno-Adriatico ed è secondo nella speciale graduatoria al Giro d'Italia, preceduto dal solo Matteo Rabottini; nella stagione seguente conquista quindi la classifica GPM al Giro d'Italia, facendo sua l'ambita maglia azzurra. Nel 2014 ottiene il suo primo successo da professionista, vincendo la diciassettesima tappa del Giro d'Italia, da Sarnonico a Vittorio Veneto. Nell'esultare, sul traguardo, fa il gesto dell'ombrello. Nello stesso anno è anche quarto ai campionati italiani a cronometro svoltisi a Malé.
Nel 2015 è secondo al Giro dell'Appennino, battuto dal solo Omar Fraile; l'anno dopo si aggiudica la quarta e ultima tappa della Settimana Internazionale di Coppi e Bartali, e nella sua città viene organizzato il Primo Trofeo Città di Fiuggi "Stefano Pirazzi" riservato alla categoria Giovanissimi.

### Dal 2017: la positività, la squalifica e il rientro
Il 4 maggio 2017 viene comunicato che, durante un controllo antidoping effettuato il 25 e 26 aprile precedente, Pirazzi è stato trovato positivo al GHRPs (un ormone peptide) insieme al compagno di squadra Nicola Ruffoni; per questo motivo il ciclista viene subito allontanato dalla sua squadra e dal Giro d'Italia 2017, cui avrebbe dovuto partecipare dal 5 al 28 maggio 2017. Il 19 maggio, in seguito alla conferma delle controanalisi, viene licenziato dal team. Il 3 ottobre 2017 il Tribunale Nazionale Antidoping gli infligge una squalifica di 4 anni, fino al 3 maggio 2021.
Nell'aprile 2021 viene ingaggiato dalla Amore & Vita, formazione Continental italiana (con licenza ucraina) di Ivano Fanini, con cui riprende a gareggiare dopo il termine della squalifica il 3 maggio successivo.

## Palmarès
- 2005 (Juniores)

Coppa Pietro Linari
- 2007 (Palazzago, cinque vittorie)[2]

3ª tappa Giro delle Regioni (Porto Recanati > Cingoli)
4ª tappa Volta Ciclista Internacional a Lleida (La Seu d'Urgell > Vielha)
5ª tappa, 2ª semitappa Volta Ciclista Internacional a Lleida (Les > El Pont de Suert)
Trofeo Marchina Under-23 (cronometro)
Zanè-Monte Cengio
- 2009 (Palazzago, tre vittorie)[9]

Gara Ciclistica Milionaria di Montappone
Ciriè-Pian della Mussa
Trofeo Mario Zanchi
- 2014 (Bardiani-CSF Inox, una vittoria)

17ª tappa Giro d'Italia (Sarnonico > Vittorio Veneto)
- 2016 (Bardiani-CSF Inox, una vittoria)

4ª tappa Settimana Internazionale di Coppi e Bartali (Pavullo > Pavullo)

### Altri successi
- 2007 (Palazzago)

Classifica scalatori Volta Ciclista Internacional a Lleida
- 2011 (Colnago-CSF Inox)

Classifica GPM Giro della Provincia di Reggio Calabria
Classifica giovani Giro del Trentino
- 2012 (Colnago-CSF Inox)

Classifica GPM Tirreno-Adriatico
- 2013 (Bardiani-CSF Inox)

Classifica GPM Giro d'Italia

## Piazzamenti

### Grandi Giri
- Giro d'Italia

2010: 120º
2011: 61º
2012: 46º
2013: 44º
2014: 85º
2015: 22º
2016: 18º
2017: escluso (1ª tappa)

### Classiche monumento
- Milano-Sanremo

2011: 125º
2014: ritirato
2015: ritirato
2016: ritirato
- Giro di Lombardia

2014: ritirato
2016: ritirato

### Competizioni mondiali
- Campionati del mondo

Stoccarda 2007 - In linea Under-23: 103º
Varese 2008 - In linea Under-23: 67º